# 死霊の牙
『死霊の牙』（しりょうのきば 原題: Silver Bullet）は、1985年制作のアメリカ合衆国のホラー映画。
スティーヴン・キングが狼男を題材に書いた小説『人狼の四季』（別題『マーティ』、1984年）を原作とし、キング自身が脚本を執筆した。原題の意味は「銀の弾丸」。
日本では劇場未公開で、ビデオタイトルは『スティーヴン・キングの死霊の牙』、『日曜洋画劇場』でテレビ放映された際は、『シルバー・ブリット/死霊の牙』というタイトルだった。

## あらすじ
アメリカ・メイン州の田舎町にて、満月の夜に残虐な殺人事件が連続して発生する。車椅子の少年マーティはある夜、その事件の現場に遭遇して犯人の姿を目撃するが、それはなんと狼男だった。しかし、誰にもそのことを信じてもらえず、マーティは姉のジェーンや叔父のレッドの協力を得て狼男を追い、意外な人物が狼男に変身していることを知る。

## キャスト
| 役名         | 俳優                     | 日本語吹替   | 日本語吹替 |
| 役名         | 俳優                     | テレビ朝日版 |            |
| ------------ | ------------------------ | ------------ | ---------- |
| マーティ     | コリー・ハイム           | 田中真弓     |            |
| レッド       | ゲイリー・ビジー         | 角野卓造     |            |
| ロー牧師     | エヴェレット・マッギル   | 樋浦勉       |            |
| ジェーン     | ミーガン・フォローズ     | 岡本麻弥     |            |
| ナン         | ロビン・グローヴズ       | 泉晶子       |            |
| ボブ         | レオン・ラッサム         | 小島敏彦     |            |
| ハラー保安官 | テリー・オクィン         | 池田勝       |            |
| アンディ     | ビル・スミトロヴィッチ   | 千田光男     |            |
| ブレディ     | ジョー・ライト           | 菊池英博     |            |
| ハーブ       | ケント・ブロードハースト | 山野史人     |            |
| タミー       | ヘザー・シモンズ         | 荘司美代子   |            |
| ミルト       | ジェームズ・A・バフィコ  | 稲葉実       |            |
| オーウェン   | ローレンス・ティアニー   | 安田隆       |            |
| ヴァージル   | ウィリアム・ニューマン   | 宮沢元       |            |
| アスピナル   | リック・パソット         | 吉水慶       |            |
| アーニー     | ジェームズ・ギャモン     | 村松康雄     |            |

- テレビ朝日版：初回放送1989年8月27日『日曜洋画劇場』